# دین محمد جرأت
دین محمد جرأت، زادۀ ۱۵ ژانویهٔ ۱۹۶۳ ‏(۶۲ سال) از ولایت پنجشیر، سیاست‌مدار و ژنرال چهار ستاره ارتش افغانستان است. وی یکی از فرماندهان نظامی تحت امر احمدشاه مسعود بود که پس از ایجاد حکومت جمهوریت افغانستان در مناصب ارشد دولت خدمت نموده‌ است.
وی در دوره ریاست جمهوری حامد کرزی در مناصب مهم حکومتی همچون ریاست استخبارات وزارت داخله و معاونت وزارت اقوام و قبایل افغانستان مشغول به کار بوده‌است. وی در زمان انتخابات ریاست جمهوری افغانستان، در سال ۲۰۱۴، به کمپین انتخاباتی اشرف غنی احمدزی پیوست. وی در سال ۲۰۱۸، به سمت مشاور ارشد اشرف غنی احمدزی، ریس جمهور اسبق افغانستان منصوب گردید. و همزمان معاونت شورای امنیت ملی را نیز به عهده‌ داشت.

## زندگی‌نامه
ژنرال دین محمد «جرأت» در سال ۱۳۴۰ خورشیدی در یک خانوادهٔ متدین در روستای درخیل ولسوالی «رخهٔ» ولایت پنجشیر دیده به جهان گشود. دورهٔ آموزش ابتدایی را تا صنف هفتم در «لیسهٔ رخهٔ» ولایت پنجشیر به سر رسانید، پس از آن شامل مدرسهٔ عالی ابوحنیفه کابل شد و دورهٔ ثانوی آموزش خویش را در این نهاد دینی به پایان برد. وی در این دوره در حلقات آموزشی استاد غلام ربانی عطیش اشتراک می‌نمود و با یاری و آشنایی با شاه عبدال و احمد شاه طارق با کاروان نهضت اسلامی افغانستان پیوست.
پس از فراغت از مدرسهٔ ابوحنیفه در سال ۱۳۵۶ شامل دانشکده شرعیات دانشگاهٔ کابل گردید، که آغاز شمولیتش در دانشکده شرعیات کابل همزمان با کودتای هفتم ثور سال ۱۳۵۷ خورشیدی بود. کودتاچیان هفتم ثور با اسلام و ارزش‌های اصیل فرهنگی کشور دشمنی داشتند و این دشمنی آنان با اسلام سبب شد که نخستین بار خانواده‌های مسلمان و به‌ویژه افراد متدین را هدف خود قرار بدهند.
مرحوم قاضی بسم الله «جرأت» پدر ارجمند شان، یکی از افراد سرشناس پنجشیر و از جمله قاضی‌های شناخته شدهٔ کشور بوده و با حلقه‌های دینی و روشنفکری کشور روابط نزدیک داشت. بسم الله جرآت در سال ۱۳۵۷ به همرای صدها هموطن بیگناه، از سوی افراد رژیم بازداشت شد، بعد از مدت سه ماه از زندان رها و دوباره ازسوی رژیم بازداشت و کشته شد.
ژنرال «جرأت»، در سال ۱۳۵۸ زمانی بازداشت شد که عمال رژیم با یک حملهٔ مجاهدین را از وادی پنجشیر به عقب زدند. اما دیری نگذشت که مجاهدین با یک حملهٔ برق آسا ولایت پنجشیر را از چنگال رژیم رها کردند. ژنرال دین محمد «جرأت» پس از سپری کردن مدتی حبس، از زندان رها و روانهٔ پنجشیر شد و به صفوف مجاهدین پنجشیر پیوست. وی تا آخر سال ۱۳۶۶ دوشادوش مجاهدین پنجشیر رزمید و در داخل جبهه بیشتر مصروف کارهای دفاعی و امنیتی بود؛ اما او بنا بر لزوم دید رهبری جهاد، پنجشیر را به قصد پیشاور ترک کرد. او توانست تا با استفاده از فرصت شامل آکادمی پولیس جمعیت اسلامی در شهر پیشاور شود و آکادمی یادشده را با موفقیت به انجام برساند. پس از پایان دورهٔ دانشجویی مسئولیت امور امنیتی اداره‌های جمعیت برایش سپرده شد و پس از مدتی به حیث رئیس المپیک حکومت موقت ایفای وظیفه نمود.
جنرال «جرأت» با به پیروزی رسیدن مجاهدین، همراه با سایر مجاهدین و مهاجرین وارد کابل شد، به وزارت داخله معرفی گردید، بحیث معاون نیروهای انتظامی پولیس مقرر شد و این وظیفه را به مدت پنج سال به پیش برد. وی درآن زمان توانست تا با استفاده از فرصت مدت هجده ماه دانشکده پولیس را به پایان برساند. وی پس از سقوط کابل وارد پنجشیر شد و بر بنیاد دستور احمد شاه مسعود فرماندهٔ کل نیروهای مجاهدین در برابر طالبان، مسئولیت امنیتی تمامی ساحه‌های آزاد شده برای او سپرده شد و تا کشته شدن احمد شاه مسعود این وظیفه را به پیش برد.
جنرال «جرأت» پس از سقوط طالبان، به حیث رئیس عمومی نظم عامه و قوت‌های پولیس وزارت داخله تعیین شد و تا دو سال در این مقام باقی ماند. او بنا بر درخواست نیروهای مجاهدین، علما، معززین و مردم پنجشیر به حیث رئیس شورای عالی مردمی پنجشیر برگزیده شد. وی از این طریق توانسته است تا روابط شورای یادشده را با شوراهای سایر ولایت‌ها تأمین کند. همچنان او در این مدت به حیث مشاور امنیتی معاون اول رئیس‌جمهور، پس از آن مدتی به حیث معاون وزارت امور سرحدات ایفای وظیفه کرد. وی درسال ۱۳۹۳ به نمایندگی از یک جناح مستقل، از نامزدی محمد اشرف غنی به مقام ریاست جمهوری افغانستان، پشتیبانی کرد که این حمایت‌ها در پیروزی رساندن جبههٔ «تغییر و تحول» تأثیرگذار بود. وی بحیث مشاور ارشد رئیس‌جمهور در امور امنیتی و دفاعی و معاون شورای امنیت ملی انجام وظیفه کرده است. گفتنی است که او در شورای عالی «احزاب جهادی و ملی» مقام معاونیت دوم را دارا است.
جنرال «جرأت» در سال ۱۳۹۴ در تلاش مشترک با جمعی از نخبگان کشور به تشکیل روند حفاظت از ارزش‌های جهاد و مقاومت مردم افغانستان اقدام نمود. که تا کنون مسئوولیت رهبری آنرا بعهده دارد. «روند» تلاش دارد تا با عبور از مرحلهٔ کنونی وارد مرحلهٔ جدید شده و به حیث یک جریان فعال سیاسی و اجتماعی نقش بایسته و شایستهٔ خویش را در قبال شهروندان کشور به حسن صورت انجام بدهد و به عون و مدد الهی کشور را در مسیر آرمان‌های جهاد و فرهنگ عالی انسانی و دینی به سرمنزل ترقی و تعالی برساند. بعد از سال ۱۴۰۱ وقتی دولت قبلی به دست طالبان افتاد وی با جمعی از رهبران، شورای مقاومت ملی برای نجات مردم افغانستان را تأسیس کردند. اکنون ژنرال جرأت بعنوان یکی از اعضای فعال این نهاد فعالیت دارد.